# João Zápolya
João Zápolya, ou João Szapolyai (em croata:  Ivan Zapolja, em húngaro:  Szapolyai János ou Zápolya János, em romeno:  Ioan Zápolya, em eslovaco:  Ján Zápoľský 1490 ou 1491 – 22 de julho de 1540), foi rei da Hungria (como João I) de 1526 a 1540. Seu governo foi contestado pelo arquiduque Fernando I, que também conquistou o título de rei da Hungria. Foi Voivode da Transilvânia antes de sua coroação, entre 1510-1526. 

## Biografia

### Início da Vida
João era o filho mais velho do conde Estevão Zápolya e sua segunda esposa, Edviges de Cieszyn. Estevão Zápolya era descendente de uma família nobre croata da Eslavônia. O nome da família foi derivado da frase croata "za polje" (traduzida literalmente como "por trás do campo"). Ele se tornou em um dos senhores mais ricos do Reino da Hungria depois de herdar os grandes domínios de seu irmão, Emeric Zápolya, em 1487. O casamento de Estevão Zápolya com a duquesa da Silésia, Edviges, que estava relacionada ao imperador Maximiliano I aumentou o prestígio da família Zápolya.
Estevão Zápolya ainda não tinha filhos quando Matias Corvino, rei da Hungria, morreu em 6 de abril de 1490, de acordo com um relatório contemporâneo, porém uma carta emitida em setembro de 1491 já mencionava João, mostrando que João nasceu entre as duas datas. Ele nasceu no Castelo de Spiš, que era um importante centro dos domínios dos Zápolyas. Na Dieta da Hungria, em 1497, os oponentes de Estevão Zápolya divulgaram boatos sobre sua intenção de ter seu filho coroado rei. João e seu irmão mais novo, Jorge, herdaram os vastos domínios de seu pai em 1499. Seus domínios estavam localizados principalmente na Alta Hungria (hoje Eslováquia), onde eles possuíam a maioria das propriedades em cinco municípios. João podia escrever cartas em latim, mostrando que sua mãe lhe proporcionava excelente educação. Edviges de Cieszyn queria convencer Vladislau II, rei da Hungria e Boêmia, a casar sua única filha, Ana, com João. No entanto, o rei recusou a ideia de casamento entre a princesa Ana e João Zápolya. 

### Líder do partido nobre
O irmão de Vladislau, rei Sigismundo da Polônia, veio à Hungria para mediar entre a família real e os Zápolyas no final de junho. O imperador Maximiliano já havia declarado guerra à Hungria em setembro, porque queria proteger sua reivindicação (reconhecida na Paz de Pressburg em 1491) de suceder a Vladislau. O adolescente João Zápolya foi nomeado um dos comandantes do exército húngaro. Durante a guerra, os enviados de Vladislau e Maximiliano assinaram um tratado secreto em 30 de março de 1506 sobre o casamento da filha de Vladislau, Ana, e do neto de Maximiliano, Fernando. A esposa do rei Vladislau, Ana de Foix-Candale, deu à luz um filho, Luís, em 1º de julho, que pôs fim à guerra com Maximiliano.
João iniciou sua carreira pública em 1505 como membro da Dieta de Rákos. Devido à moção de João Zápolya, a nova Dieta em Rákos aprovou um projeto de lei que proibia a eleição de um estrangeiro como rei se Vladislau morresse sem um herdeiro masculino, em 13 de outubro de 1505. Ele visava criar uma base legal para sua ascensão ao trono após a morte de Vladislau, mas o rei se recusou a ratificá-lo, e a Dieta foi fechada.
Enquanto isso, os sérios conflitos de João com a corte real fizeram dele o líder de um "partido nacional", composto pelos nobres menores sem título (a nobreza) que se opunham à orientação pró-Habsburgo da aristocracia superior, do clero superior e do rei Vladislau. Embora a Dieta inicialmente se recusasse a aprovar o direito do príncipe herdeiro Luís de suceder ao rei, ele foi finalmente coroado com a demanda de Vladislau em 4 de junho de 1508. De acordo com o historiador Miklós Istvánffy do final do século XVI, João tentou convencer Vladislau a permitir um casamento com a princesa Ana quando o rei voltou da Boêmia no início de 1510, mas o rei o recusou novamente.  A irmã de João, Barbara Zápolya, casou-se com o rei polonês Sigismundo I, o Velho, em 1512, o que aumentou ainda mais a influência da família Zápolya em curto prazo, porque Barbara acabaria morrendo na Cracóvia em 1515. 

### Voivode da Transilvânia
Vladislau II fez João Zápolya Voivode da Transilvânia e Conde dos Székelys em 8 de novembro de 1510. Ele se mudou para a Transilvânia e se estabeleceu em Kolozsvár (agora Cluj-Napoca na Romênia) em março de 1511. Os otomanos começaram a invadir a fronteira sul do Reino da Hungria em abril de 1511. João mantinha dietas regularmente para os representantes das " Três Nações da Transilvânia ". Ele também chefiou as assembleias judiciais dos povos Sículos . 
O irmão de Vladislau, Sigismundo, que havia sido coroado rei da Polônia, casou-se com a irmã de João, Barbara Zápolya, no início de 1512, o que aumentou seu prestígio. Para mostrar sua riqueza, João foi com Bárbara para a Polônia, acompanhada por 800 cavaleiros que usavam panos dourados. Ele fez uma incursão na Bulgária otomana no verão de 1513. Depois de retornar à Transilvânia, ele esmagou uma revolta em Hermanstadt (agora Sibiu na Romênia) e forçou as pessoas da cidade a pagar um imposto extra.
Tamás Bakócz, arcebispo de Esztergom, declarou uma cruzada contra os otomanos em 9 de abril de 1514. Cerca de 40 mil camponeses se juntaram à cruzada e se reuniram perto de Pest, embora seus senhores estivessem tentado retê-los antes da colheita. João lançou uma nova campanha na Bulgária no início de maio. Um exército de servos armados também deixou Pest para invadir o Império Otomano. Durante sua marcha, eles começaram a saquear as mansões vizinhas de nobres. Muitos dos servos se negaram pagar impostos e taxas. O rei e o arcebispo ordenaram que os camponeses se separassem em 22 de maio, mas eles se recusaram a obedecer. Seus bandos tomaram o controle das planícies do sul ao longo dos rios Danúbio e Tisza e assassinaram muitos fidalgos. O exército principal dos camponeses, que estava sob o comando de György Dózsa, sitiou Temesvár (atual Timișoara na Romênia). Stephen Báthory defendeu a cidade. John Zápolya, que havia retornado de sua campanha otomana, veio para aliviar Temesvár, tendo seu exército derrotado os camponeses em 15 de julho.
Os líderes da revolta foram torturados até a morte. Dózsa foi colocado em um "trono" de ferro em com uma "coroa" metálica em brasa na cabeça e seus compatriotas foram obrigados a comer sua carne, antes de serem executados Em outubro, a Dieta privou os camponeses do direito à livre circulação e os obrigou a trabalhar nas terras de seus senhores sem remuneração, um dia por semana. A Dieta saudou João Zápolya como o "libertador do reino" e o recompensou com um pagamento de 20 denários por cada família camponesa. Principalmente os apoiadores de Zápolya foram delegados ao conselho real e seu amigo, Gregório Frankopan, arcebispo de Kalocsa, foi nomeado chanceler. O chanceler anterior, George Szatmári, arcebispo de Esztergom, permaneceu hostil a Zápolya. 
Zápolya, Stephen Báthory, Emeric Török e Michael Paksy uniram forças para sitiar Žrnov, a fortaleza otomana perto de Nándorfehérvár (hoje Belgrado na Sérvia) em abril de 1515. No entanto, Sinan, Bei de Smederovo, derrotou suas tropas, tendo ela enfraquecido a posição de Zápolya.

## Rei da Hungria

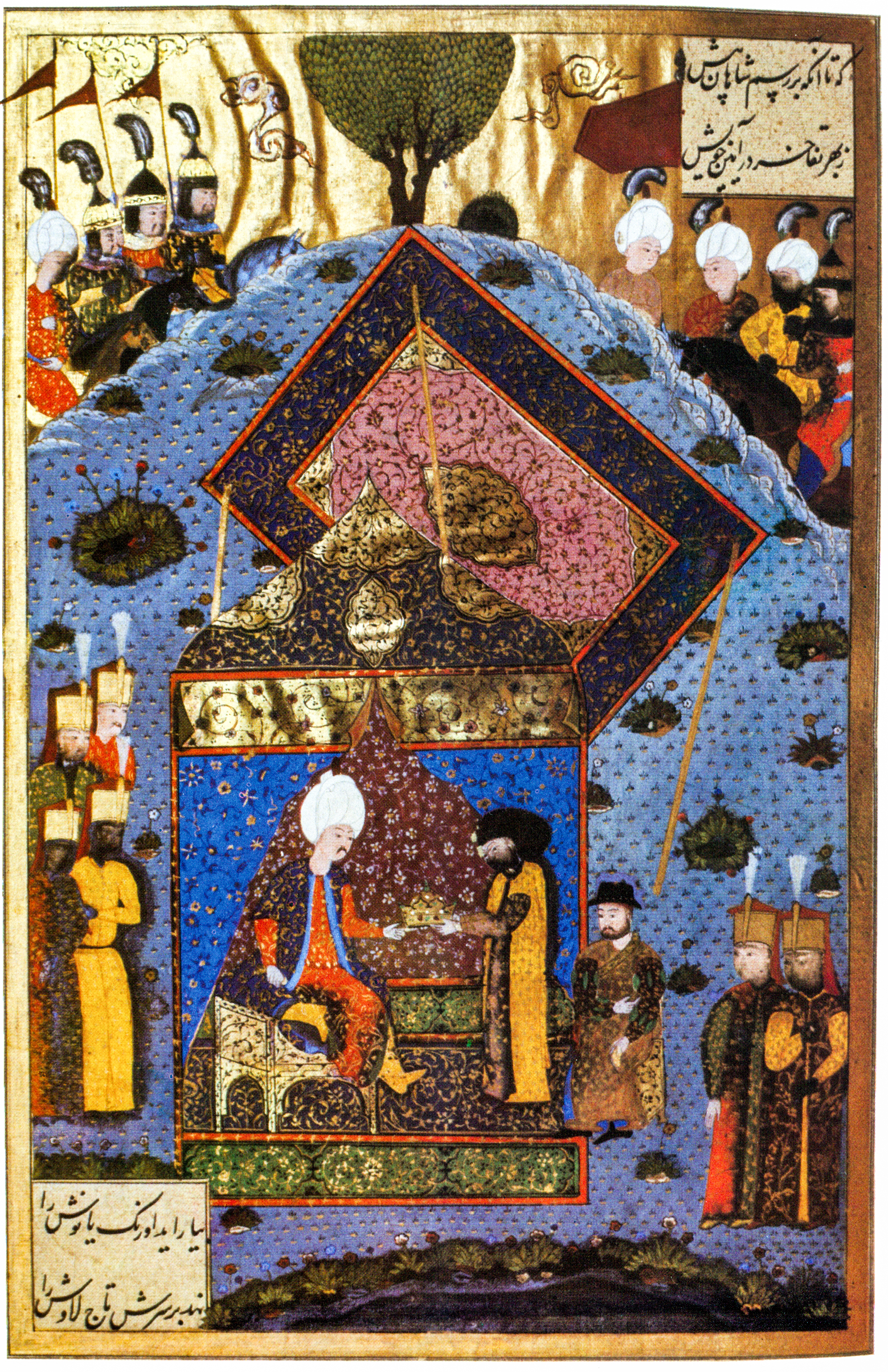
O sultão otomano Solimão, o Magnífico, devolve a Coroa húngara a João Zápolya.

Em 1526, o Império Otomano esmagou o exército húngaro na Batalha de Mohács, matando o rei Luís II. Zápolya estava a caminho do campo de batalha com um exército considerável, mas não participou da batalha por razões desconhecidas. Os otomanos saquearam a capital real de Buda e ocuparam a Sírmia, depois se retiraram da Hungria. Os últimos três meses do ano foram marcados por um vácuo de poder; a autoridade política estava em colapso, mas os vencedores optaram por não impor seu governo. 
Dois candidatos entraram na brecha. Um deles era Zápolya, o voivode da Transilvânia e o aristocrata mais proeminente da Hungria, além de comandante de um exército intacto. O outro era o arquiduque Fernando da Áustria, cunhado do falecido rei e irmão do Sacro Imperador Romano Carlos V, que reivindicou a Hungria pela Casa de Habsburgo. 
A maioria da nobreza menor e sem título da Hungria apoiou Zápolya, que há quinze anos vinha desempenhando um papel de liderança na vida política húngara. Parte da aristocracia reconheceu sua liderança e ele desfrutou do apoio entusiástico - nem sempre retribuído - da menor nobreza. A maioria de seus oponentes sucumbiu em Mohács: o ramo húngaro da dinastia Jaguelônica ficou extinto e seus seguidores pró-Habsburgo foram dizimados. A nobreza mais alta da Hungria (os magnatas ou barões) ficaram do lado de Fernando e se reuniram em Pozsony para a eleição de arquiduque como rei da Hungria. O principal argumento da dinastia alemã - que muitos historiadores considerariam decisivo - era que a dinastia Habsburgo poderia ajudar a Hungria a lutar contra os otomanos. Mas em 1526, a promessa ficou vazia. A Hungria lutava contra os otomanos há mais de um século, período durante o qual o Império e os Habsburgos ofereceram muito incentivo, mas nenhuma ajuda tangível. A probabilidade de assistência foi reduzida ainda mais pelo conflito do irmão mais velho de Fernando, imperador Carlos V, e do rei Francisco I da França, que mais uma vez explodiu em guerra aberta no verão de 1526. Essa circunstância levou o Voivode a desconsiderar a ameaça por trás da candidatura dos Habsburgos: que a Hungria de Zápolya teria que enfrentar não apenas os otomanos, mas também um ataque do oeste. 
Assim, Zápolya não notou os protestos de seu rival, nem os manifestados pelos poucos húngaros que se uniram a Fernando. Em 10 de novembro de 1526, Zápolya havia se proclamado rei pela Dieta em Székesfehérvár, e foi devidamente coroado no dia seguinte. Fernando também foi eleito rei pelos magnatas, barões e clérigos católicos na Dieta em Pozsony em 17 de dezembro de 1526.
Lucrando com nove meses de relativa calma, John se esforçou para restaurar a autoridade do estado. Ele se valeu de sua vasta riqueza privada, o apoio incondicional da nobreza menor e a assistência de alguns aristocratas para impor suas políticas nos assuntos domésticos. No entanto, na esfera crucial das relações externas, o sucesso o iludiu. Ele procurou um entendimento com os Habsburgos, propondo formar uma aliança contra os otomanos, mas Fernando rejeitou todas as tentativas de reconciliação. Os enviados de João se espalharam pela Europa em busca de apoio. Somente na França encontraram uma resposta positiva, mas até isso foi ineficaz, uma vez que Francisco não pretendia reconciliar a Hungria e os Habsburgos, mas levar a Hungria a uma guerra contra Carlos e sua família. 
O equilíbrio político da Europa sofreu uma grande mudança no verão de 1527, quando, em uma operação não planejada, forças mercenárias do imperador ocuparam Roma e capturaram o Papa Clemente VII, um dos principais aliados da França. Esse desenvolvimento libertou Fernando- que também adquiriu o trono da Boêmia no final de 1526 - do ônus de ajudar seu irmão. Até então, ele havia desenvolvido uma política húngara que estava totalmente de acordo com os interesses de seus reinos. Ele julgou que, se a Hungria, incapaz de resistir ao Império Otomano, agisse independentemente da Áustria e da Boêmia, poderia muito bem entrar em aliança com os otomanos contra seus vizinhos ocidentais. Foi, portanto, do interesse da Áustria e da Boêmia que os Habsburgos adquirissem o controle da Hungria, à força, se necessário. 
Em julho de 1527, Fernando enviou um exército de mercenários alemães para a Hungria. O momento foi bem escolhido, pois as forças de João Zápolya estavam reunidas nos condados do sul da Hungria, onde os camponeses eslavos, incitados por Fernando, haviam se rebelado; a revolta foi liderada pelo "homem negro", Jovan Nenad. De uma só vez, os soldados pró-Habsburgo capturaram Buda. João rapidamente reimplantou seu exército, mas em 27 de setembro na Batalha de Tarcal (perto de Tokaj), ele sofreu uma derrota sangrenta. Com base na eleição anterior da Dieta em Pozsony, Fernando foi coroado na Basílica de Alba Régia em 3 de novembro de 1527. 
Em 1528, João fugiu da Hungria para a Polônia, onde ficou com o príncipe Jan Amor Tarnowski . Em 1529, João abordou os otomanos e concordou em fazer da Hungria um estado vassalo em troca de reconhecimento e apoio. O sultão Solimão, o Magnífico, aceitou e enviou exércitos otomanos para invadir a Áustria (que incluía o cerco de Viena ), uma guerra que durou até 1533. Isso permitiu que João recuperasse sua posição na Hungria em 1529, pelos esforços do religioso Jorge Martinuzzi, apesar da associação com os otomanos que o maculavam na época. Martinuzzi tornou-se tesoureiro real e o ministro mais confiável de João. 
Em 1533, os otomanos fizeram as pazes e cederam o oeste da Hungria a Fernando. O arquiduque agora começou a pressionar João pelo controle do resto. Em 1538, pelo Tratado de Nagyvárad, João designou Fernando como seu sucessor após sua morte, por não ter filhos. No entanto, no final de janeiro ao início de fevereiro de 1539, ele se casou com Isabel Jagiellon e, em 15 de julho de 1540, eles tiveram um filho, João Sigismundo. João morreu sete dias depois, em 22 de julho de 1540, em Szászsebes (Sebeş).